# 曾山克巳
曾山克巳（そやま かつみ、1918年7月21日 - 2006年4月15日）は、日本の郵政官僚。郵政事務次官などを務めた。

## 来歴
鹿児島県鹿児島市出身。1938年第七高等学校造士館（現：鹿児島大学）文科卒業。東京帝国大学法学部政治学科在学中に高等試験に合格。東京帝大法学部政治学科を卒業し、1941年逓信省入省。　
郵政省郵務局国際業務課長、郵務局次長、名古屋郵政局長。
1963年7月10日東京郵政局長。1964年5月27日 人事局長。1966年7月11日郵務局長。1969年11月21日郵政事務次官。1971年7月2日退官。
1974年日本電気（NEC）に入社し、常務、専務、副社長を歴任。1982年日本電気システム建設取締役会長。1987年12月エフエムジャパン代表取締役社長。
2006年4月15日午前8時過ぎに慢性腎不全のため、死去。